# Mattaponi
Die Mattaponi sind neben den Pamunkey der einzige Indianerstamm aus Virginia, der über eigenes Reservationsland verfügt, welches sich an den Grenzen des Mattaponi River, in der Nähe von West Point, Virginia. hinzieht. Von den 450 Stammesangehörigen leben aber etwa nur 60 in der Reservation.
Die Mattaponi gehörten zur Powhatan-Konföderation im späten 16. Jahrhundert.  Auch sie sprechen Algonkin. Sie leben im King William County.